# Joseph Wijnkoop
Joseph David Wijnkoop (Amsterdam, 14 augustus 1842 - aldaar, 1 oktober 1910) was een Nederlandse rabbijn en hebraïcus. Hij was een leerling van rabbijn Jacob Content. Hij stond bekend om zijn liberale en praktische opvattingen.

## Levensloop
Wijnkoop was afkomstig uit een milieu van middenstanders. Hij studeerde aan het Nederlands Israëlitisch Seminarium, een godsdienstige onderwijsinstelling van het Asjkenazische jodendom, alsook klassieke talen aan de Gemeente Universiteit van Amsterdam. Wijnkoop was de eerste rabbijn-in-opleiding die deze, ook voor latere rabbijnen noodzakelijke academische vorming, zou volgen. In 1870 sloot hij zijn studie aan het Nederlands Israëlitisch Seminarium af met het moré-diploma, het hoogste diploma van dit opleidingsinstituut. Aan het einde van dat jaar volgde zijn aanstelling tot rabbijn van de Nederlands-Israëlitische Hoofdsynagoge (NIHS) van Amsterdam, als opvolger van rabbijn Joseph Tsewie Hirsch. Vanaf 1901 was hij ook privaatdocent in het Nieuw-Hebreeuws aan de Gemeente Universiteit.
In 1902 werd Wijnkoop eveneens benoemd tot opperrabbijn van de regio Amersfoort. Deze aanstelling was maar van korte duur - in 1904 trok hij zich terug - omdat deze post niet te verenigen zou zijn met zijn functie van rabbijn in Amsterdam. Op de achtergrond deed zich daarbij gelden dat hij op slechte voet stond met de opperrabbijn van de regio Amsterdam, Joseph Hirsch Dünner. De leden van de Amsterdamse hoofdsynagoge daarentegen waren goed over hem te spreken.
Hij zat ook enige tijd in het bestuur van het Beth Hamidrasch Ets Chaim (vertaald 'Leerhuis Boom des Levens'). Voorts schreef hij diverse werken waaronder commentaren op Bijbelboeken, waaronder op Hosea en Micha, profetische boeken uit de Tenach, en twee leerboeken over de Hebreeuwse taal.
Joseph Wijnkoop overleed op 68-jarige leeftijd.

## Woonadres
Hij woonde met zijn gezin onder andere aan de Plantage Kerklaan, een laan in Amsterdam.

## Onderscheiding
In 1902 werd hij benoemd tot Ridder in de Orde van Oranje-Nassau.

## Familie
Wijnkoop trouwde met Mietje Nijburg, afkomstig uit een gefortuneerde juweliersfamilie. Ze kregen vier kinderen, de oudste was David Wijnkoop (1876-1941), een belangrijke communist die onder meer in de Tweede Kamer heeft gezeten en zich nauwelijks identificeerde met zijn Joodse identiteit.

Zijn kleinzoon Eddy Wijnkoop (1913-1942), een neef van David, zat in het verzet.

## Werken (selectie)
- Handleiding tot de kennis der Hebreeuwschen taal , 1888-1901, twee delen
- Beknopt leerboek der Hebreeuwsche taal voor eerstbeginnenden, 1891
- Eenige opmerkingen naar aanleiding der profetie van Hosea, 1907